# Willy and the Poor Boys
Willy and the Poor Boys är ett musikalbum av det amerikanska rockbandet Creedence Clearwater Revival, utgivet i november 1969. Det var gruppens fjärde studioalbum totalt och det tredje som gavs ut detta år. Albumet blev trea på albumlistan i USA, tia i Storbritannien och nådde hög listplacering i flera andra europeiska länder.
Albumet släpptes endast fyra månader efter deras senaste skiva Green River, och står i stark kontrast till det albumet då texterna här är betydligt positivare. "Fortunate Son" och "Down on the Corner" är albumets mest kända spår, då de var de enda låtarna som släpptes som singel. Det är från låten "Down on the Corner" som albumet fått sitt namn då texten handlar om livet för den fiktiva musikgruppen Willy and the Poor Boys.
I december 1970 hade enligt RIAA albumet sålt guld, och 1990 hade det sålt 2x platina. Albumet blev av magasinet Rolling Stone medtaget i listan The 500 Greatest Albums of All Time.

## Låtlista
Samtliga låtar skrivna av John Fogerty, om annat inte anges.
1. "Down on the Corner" - 2:47
2. "It Came Out of the Sky" - 2:56
3. "Cotton Fields" (Leadbelly) - 2:54
4. "Poorboy Shuffle" - 2:27
5. "Feelin' Blue" - 5:05
6. "Fortunate Son" - 2:21
7. "Don't Look Now" - 2:12
8. "The Midnight Special" (trad.) - 4:14
9. "Side O' the Road" - 3:26
10. "Effigy" - 6:31

## Medverkande
- Doug Clifford - trummor
- Stu Cook - basgitarr
- John Fogerty - gitarr, sång
- Tom Fogerty - gitarr, sång

## Listplaceringar
| Lista (1970)   | Position                  |
| -------------- | ------------------------- |
| Australien     | 5 (Go Set)                |
| Danmark        | 2                         |
| Finland        | 3                         |
| Frankrike      | 1                         |
| Kanada         | 2 (RPM)                   |
| Nederländerna  | 3                         |
| Norge          | 2 (VG-lista)              |
| Storbritannien | 10                        |
| Sverige        | 7* (Kvällstoppen)         |
| USA            | 3 (Billboard 200)         |
| USA            | 28 (Billboard R&B Albums) |
| Västtyskland   | 25                        |